# Montégut-Bourjac
Montégut-Bourjac település Franciaországban, Haute-Garonne megyében. Lakosainak száma 128 fő (2022. január 1.). Montégut-Bourjac Francon, Fustignac, Lussan-Adeilhac és Montoussin községekkel határos.

## Népesség
A település népességének változása:
| Lakosok száma | 130  | 83   | 109  | 107  | 134  | 135  | 135  | 143  | 138  | 128  |
|               | 1968 | 1982 | 1990 | 2006 | 2013 | 2015 | 2017 | 2019 | 2020 | 2022 |